# Josep Sala Torres
Josep Sala Torres (Sant Antoni de Portmany, 5 d'octubre de 1952) és un advocat i polític eivissenc, batle de Sant Antoni de Portmany i senador per Eivissa en la X legislatura.

## Biografia
Llicenciat en dret, de 1993 a 2003 fou vocal del Consell Consultiu de les Illes Balears. Militant primer d'Alianza Popular i després del Partido Popular, fou escollit primer tinent de batle de Sant Antoni de Portmany a les eleccions municipals espanyoles de 1979 i 1983. Seria escollit batle del mateix municipi a les eleccions municipals espanyoles de 2003 i 2007 i conseller de la presidència del Consell Insular d'Eivissa i Formentera de 2004 a 2007.
Fou escollit senador per Eivissa i Formentera a les eleccions generals espanyoles de 2011. Ha estat secretari primer de la Comissió Constitucional del Senat.
En maig de 2014 va protagonitzar una rebel·lió interna en el Partit Popular juntament amb dos altres senadors balears quan, seguint la consigna de José Ramón Bauzà Díaz, van trencar la disciplina de vot i votà a favor d'una moció del PSOE que demanava la paralització de les prospeccions d'hidrocarburs en el Mediterrani.